# Мамонтёнок Яна
Мамонтёнок Яна — ископаемый детёныш мамонта вида шерстистый мамонт (лат. Mammuthus primigenius), обнаруженный в Якутии в 2024 году. На момент находки считается лучшим в мире по сохранности и самым древним по возрасту (около 100 тыс. лет). Третий по счёту мамонтёнок, обнаруженный в Якутии, и седьмой в мире.

## История находки
В июне 2024 года местные жители обнаружили более чем наполовину вытаявшего мамонтёнка в бассейне реки Яна на территории научного стационара СВФУ «Батагайка» в одноимённой впадине
в Верхоянском районе примерно в 40 м от земной поверхности. Под своей тяжестью и под тяжестью упавшего на неё грунта частично мумифицированная туша разделилась на две части: передняя, весившая более 110 кг, упала на дно провала, а состоявшая из задних конечностей и таза оставшаяся часть находилась в мерзлоте, пока не оттаяла и также не упала в провал. 

## Описание
Учёные назвали сохранность найденного мамонтёнка уникальной — его голова, хобот, уши, рот и глазницы оказались без повреждений и деформаций, только спина и задняя часть пострадали при падении, а также конечности были поедены птицами или мелкими зверями. Детёныш оказался самкой, в честь места находки её назвали Яной. Её высота в холке составляет 120 см, длина — до 2 м, вес – около 180 кг (при жизни вес составлял около 300 кг). Изначально биологический возраст мамонтёнка оценивался в районе 1 года, но по результатам исследований 2025 года специалисты предположили, что ему от 2 до 5—6 лет. Уши у него меньше, чем у мамонтёнка Димы, а на холке имеется горбик с бурым жиром.

## Исследования
Проведённый в 2024 году радиоуглеродный анализ показал, что геологический возраст находки составляет более 50 тыс. лет. По данным исследований 2025 года этот возраст составляет более 100 тыс. лет и должен соответствовать возрасту геологического слоя, с которого вытаял, а именно 110—130 тыс. лет.
27 марта 2025 года в ходе международного научного семинара учёные провели вскрытие туши, отобрав пробы биологического материала для проведения подробного анализа и комплексных исследований. При аутопсии на внутренних органах мамонтёнка были обнаружены паразиты и цисты, которые будут сравнены с современными видами для изучения их эволюции.
В апреле была проведена компьютерная томография мамонта, предварительные микробиологические исследования и работы по секвенированию ДНК. У животного сохранился желудок, часть кишечника, сердце и лёгкие. На мышечных тканях и тканях диафрагмы имеются следы паразитарных заболеваний или инфекционных процессов. В желудке обнаружены непереваренные стебли кустарниковых растений. Генетические тесты предварительно не выявили наличие клеток с неповрежденным ядром, которые необходимы учёным для клонирования мамонта.